# Rick Steiner
Robert Rechsteiner (Bay City, Míchigan, 9 de marzo de 1961), conocido como Rick Steiner, es un luchador profesional estadounidense. Actualmente trabaja como embajador para la empresa WWE.
Steiner es más conocido por sus labores en la National Wrestling Alliance, World Championship Wrestling, World Wrestling Federation y Total Nonstop Action Wrestling, donde luchó de forma individual o en pareja con su hermano menor Scott, con quien formó The Steiner Brothers.
Está casado con Jamye, con quien tuvo tres hijos, Hudson, Maveric y Bronson siendo este último luchador de segunda generación que trabaja actualmente en WWE bajo el nombre de ring Bron Breakker. Rick junto a su hermano Scott Steiner forman parte del Salón de la fama de la WWE siendo inducidos en la clase del año 2022. 

## Entrevistas
Rick Steiner fue entrevistado por The Hannibal TV. Habló de su experiencia en WWE y su salto a WCW: "Vince tenía su forma de hacer las cosas y en ese momento había más competencia, no nos daba contratos asegurados como sí nos ofrecía Turner (WCW). Turner tenía una estructura económica diferente, los chicos eran diferentes, todo el mundo estaba preocupado de su trabajo y su posición dentro de la empresa, era una estructura de negocios muy diferente a la de Vince. No puedes echarle la culpa, era un ambiente diferente del cual aprendí bastantes cosas. Creo que todo lo que puedes hacer en la vida es aprender de las cosas que te pasan y yo lo hice. Conocí a mucha gente, como Randy Savage. Fue una experiencia diferente."
También habló sobre su experiencia en TNA:Fue una experiencia breve, llegué con mi hermano y tuvimos varios combates. Nos enfrentamos a The Dudley Boys y el poco tiempo que estuve me trataron bien, creo que fueron unos seis u ocho meses. En ese momento, su programa era lo más popular, era un ambiente diferente. En ese momento yo me estaba volviendo más viejo y sabio, tan sólo hacía mi trabajo y volvía a casa".

## Campeonatos y logros
- George Tragos/Lou Thesz Professional Wrestling Hall of Fame
  - Class of 2014[2]
- Jim Crockett Promotions/World Championship Wrestling
  - NWA Florida Heavyweight Championship (una vez)[3][4]
  - NWA/WCW World Television Championship (3 veces)[5]
  - WCW United States Heavyweight Championship (una vez)[6][7]
  - NWA/WCW United States Tag Team Championship (2 veces) – con Eddie Gilbert (1) & Scott Steiner (1)[8][9]
  - WCW World Tag Team Championship (8 veces) – con Scott Steiner (7) & Kenny Kaos (1)[10][11][12][13]
  - Pat O'Connor Memorial Tag Team Tournament (1990)[14] – con Scott Steiner
- Mid-Atlantic Championship Wrestling
  - NWA Mid-Atlantic Tag Team Championship (2 veces) – con Terry Taylor (1) & Scott Steiner (1)[15]
- New Japan Pro-Wrestling
  - IWGP Tag Team Championship (2 veces) – con Scott Steiner[16]
- Preston City Wrestling
  - PCW Tag Team Championship (una vez) – with Scott Steiner[17]
- Pro Wrestling America
  - PWA Tag Team Championship (1 time) – with Scott Steiner[18]
- Pro Wrestling Illustrated
  - PWI Match of the Year (1991) con Scott Steiner vs. Lex Luger & Sting at SuperBrawl I
  - PWI Tag Team of the Year (1990, 1993) with Scott Steiner
  - PWI ranked him #2 of the Top 100 Tag Teams of the "PWI Years" with Scott Steiner in 2003[19]
  - PWI ranked him #10 of the top 500 singles wrestlers in the PWI 500 in 1991[20]
  - PWI ranked him #88 of the top 500 singles wrestlers of the "PWI Years" in 2003[21]
- Pro Wrestling This Week
  - Wrestler of the Week (2 de mayo de 1987) with Sting[22]
- Pure Action Championship Wrestling
  - PACW Tag Team Championship (1 time) - with Scott Steiner
- Southern Championship Wrestling
  - SCW Championship (1 time)[23]
- United Wrestling Federation
  - Rock 'n' Roll Express Tag Team Tournament - with Scott Steiner (2007)
- Universal Wrestling Federation
  - UWF World Tag Team Championship (1 time) – with Sting[24]
- World League Wrestling
  - WLW Heavyweight Championship (2 times)[25]
- World Pro Wrestling
  - WPW Heavyweight Championship (1 vez)
- World Wrestling Federation/WWE
  - WWF World Tag Team Championship (2 veces) – con Scott Steiner[26][27]
  - WWE Hall of Fame (2022) - como miembro de The Steiner Brothers
- Wrestling Observer Newsletter
  - Tag Team of the Year (1990) with Scott Steiner
  - Most Improved (1986)
  - Best Gimmick (1988)
  - Match of the Year (1991) with Scott Steiner vs. Hiroshi Hase and Kensuke Sasaki at WCW/New Japan Supershow
- Pro Wrestling Illustrated
  - Equipo del año (1990) con Scott Steiner (The Steiner Brothers)[28]
  - Equipo del año (1993) con Scott Steiner (The Steiner Brothers)[29]